# 宮田佳典
宮田 佳典（みやた よしのり、1960年8月4日 - ）は日本の陶芸家。萩焼作家。経済産業大臣指定伝統的工芸品萩焼伝統工芸士に認定された。

## 経歴
萩焼の中でも、鬼萩と呼ばれる砂の混ざった粗い粘土からできた分野の作家。
福岡県出身。大阪芸術大学卒業。
1988年、松唐山にて萩焼の修行を始める。1991年には独立し、山口県豊北町に移り住んだ。翌年には自ら登り窯を築窯した。
2012年には、経済産業大臣指定伝統的工芸品萩焼伝統工芸士に認定。
自身が山へ入り粘土を探したり、自身が焼いた原料から釉薬を作り出したりなどを行う。

## 所属
- 萩陶芸家協会正会員
- 萩伝統工芸士会正会員
- 北浦芸術文化懇話会正会員

## 受賞
- 西部工芸展入選
- 田部美術館大賞　茶の湯の造形展入選
- 西日本陶芸美術展入選
- 九州山口陶磁展入選
- 現在形の陶芸　萩大賞展入選

## 著書
- 『活動遺産』デザインエッグ、2024年 - インタビューを受けたひとり。編・清古尊。